# 阎家琦故居
阎家琦故居是中国人民解放军少将解方的岳父、中華民國天津警察局代理局长阎家琦在天津的故居。该建筑建于1920年代，位于当时的天津意租界的的里雅斯德道（今河北区胜利路401号（原北安道15-17号）），该建筑目前为一般保护等级历史风貌建筑。

## 建筑
阎家琦故居建于20世纪20年代，为三层混合结构独立式住宅带地下室，建筑外檐首层及檐口部位为混水墙面，其余为清水砖墙。建筑主入口处设有门廊，三层设有露台，阳台和露台栏杆均为宝瓶栏杆。建筑顶部为多坡屋顶，平板瓦屋面，檐部出挑。窗楣及檐口部位装饰有花饰。该建筑于2007年被修复。